# Chris Bell
Christopher Branford Bell, född 12 januari 1951, död 27 december 1978 var en amerikansk gitarrist, sångare och låtskrivare.

## Biografi

### Tidig karriär
Innan hans mer kända arbete på 1970-talet tillsammans med Alex Chilton, spelade Bell i ett antal olika garageband i Memphis i början av 1960-talet. Han började att spela musik vid 12 års ålder, väldigt influerad av The Beatles och andra band från den brittiska vågen som The Yardbirds och The Who.
Under 1964 och 1965 spelade Bell sologitarr i en brittisk våg-influerad grupp kallad The Jynx tillsammans med lokala musiker, bland annat sångaren Mike Harris, kompgitarristen David Hoback, trummisen DeWitt Shy, och basisten Bill Cunningham, senare även basisten Leo Goff. Andra sångare under några av gruppens konserter och repetitionstillfällen var Ames Yates, Vance Alexander och Alex Chilton. Chilton, som gick på många av gruppens konserter och sjöng på ett antal, gick senare med i gruppen The Box Tops tillsammans med Cunningham, då Jynx lagts ner 1966. Bell fortsatte att uppträda och arbeta som studiomusiker i Memphis under resten av decenniet. I slutet av 1960-talet började han även skriva sina egna låtar.

### Big Star
Tillsammans med Alex Chilton startade han powerpopbandet Big Star, och medverkade på debutalbumet #1 Record (1972) innan han lämnade bandet. Bell gjorde även en kort solokarriär i slutet av 1970-talet. Albumet I Am the Cosmos släpptes postumt 1992.

### Död
Bell avled den 27 december 1978 vid 27 års ålder, då han tappade kontrollen över sin Triumph TR7 sportbil, någon gång efter 1:00 på natten, då han var på väg hem från en repetition.  Bilen träffade en lyktstolpe i trä, vilken föll ner och dödade honom. Han är även med i den ökända 27 Club. Begravningen hölls nästa dag, den 28 december, vilket även var tidigare bandkamraten Alex Chiltons födelsedag.

## Diskografi (urval)
Soloalbum
- 1992 – I Am the Cosmos

Solosingel
- 1978 – "I Am the Cosmos"/"You and Your Sister"

Album med Big Star
- 1972 – #1 Record